# Atletica leggera ai Giochi della XIV Olimpiade - 3000 metri siepi
La competizione dei 3000 metri siepi di atletica leggera ai Giochi della XIV Olimpiade si è disputata nei giorni 3 e 5 agosto 1948 allo Stadio di Wembley a Londra.

## L'eccellenza mondiale
| Migliore prest.ne mondiale | 8'59"6 1944 | Erik Elmsäter   | Presente |
| Campione europeo 1946      | 9'01"4      | Raphaël Pujason | Presente |
| Primatista stagionale      | 9'02"0      | Tore Sjöstrand  | Presente |

1. ↑  Fino al 29 luglio.

## La gara
I maggiori candidati al titolo sono gli svedesi Sjöstrand e Elmsäter.

Agli Europei del 1946 sono arrivati secondo e terzo. La medaglia d'oro è andata al francese Pujason, che però nell'anno olimpico non è più nella stessa forma.

Mancando Pujason, si presenta l'occasione della rivincita per Elmsäter. Ma deve soccombere nuovamente al connazionale Sjöstrand, che vince per distacco.

## Risultati

### Turni eliminatori
| 3 Batterie | 3 agosto | 9 + 9 + 8      | Si qualificano i primi 4. |
| Finale     | 5 agosto | 12 concorrenti |                           |

### Batterie
| Pos. | Atleta                 | Nazione       | Tempo  |
| ---- | ---------------------- | ------------- | ------ |
| 1    | Erik Elmsäter          | Svezia        | 9'15"0 |
| 2    | Alexandre Guyodo       | Francia       | 9'17"2 |
| 3    | Pentti Siltaloppi      | Finlandia     | 9'22"4 |
| 4    | Constantino Miranda    | Spagna        | 9'24"2 |
| 5    | Đorđe Stefanović       | Jugoslavia    | 9'39"6 |
| 6    | John Doms              | Belgio        | 9'41"8 |
| 7    | Peter Curry            | Gran Bretagna | n/d    |
| 8    | Robert McMillen        | Stati Uniti   | n/d    |
| 9    | Vasilios Mavrapostolos | Grecia        | n/d    |

| Pos. | Atleta          | Nazione       | Tempo  |
| ---- | --------------- | ------------- | ------ |
| 1    | Raphaël Pujazon | Francia       | 9'20"8 |
| 2    | Göte Hagström   | Svezia        | 9'22"6 |
| 3    | Petar Šegedin   | Jugoslavia    | 9'25"0 |
| 4    | Browning Ross   | Stati Uniti   | 9'30"4 |
| 5    | Alf Olesen      | Danimarca     | 9'33"6 |
| 6    | Lucien Theys    | Belgio        | 9'37"4 |
| 7    | Mustafa Özcan   | Turchia       | 9'38"4 |
| 8    | Paavo Toivari   | Finlandia     | n/d    |
| 9    | Geoffrey Tudor  | Gran Bretagna | n/d    |

| Pos. | Atleta                 | Nazione       | Tempo   |
| ---- | ---------------------- | ------------- | ------- |
| 1    | Tore Sjöstrand         | Svezia        | 9'21"0  |
| 2    | Aarne Kainlauri        | Finlandia     | 9'25"8  |
| 3    | Robert Everaert        | Belgio        | 9'26"4  |
| 4    | Roger Chesneau         | Francia       | 9'27"6  |
| 5    | Cahit Önel             | Turchia       | 9'28"4  |
| 6    | William Oliver Overton | Stati Uniti   | 10'14"4 |
| 7    | Rene Howell            | Gran Bretagna | n/d     |
| 8    | Paul Frieden           | Lussemburgo   | n/d     |

### Finale
| Pos.    | Atleta              | Età | Nazione     | Tempo  |
| ------- | ------------------- | --- | ----------- | ------ |
| Oro     | Tore Sjöstrand      | 26  | Svezia      | 9'04"6 |
| Argento | Erik Elmsäter       | 28  | Svezia      | 9'08"2 |
| Bronzo  | Göte Hagström       | 29  | Svezia      | 9'11"8 |
| 4       | Alexandre Guyodo    | 26  | Francia     | 9'13"6 |
| 5       | Pentti Siltaloppi   | 30  | Finlandia   | 9'19"6 |
| 6       | Petar Šegedin       | 21  | Jugoslavia  | 9'20"4 |
| 7       | Browning Ross       | 24  | Stati Uniti | 9'24"1 |
| 8       | Constantino Miranda | 23  | Spagna      | 9'26"6 |
| 9       | Robert Everaert     | 24  | Belgio      | 9'28"2 |
| 10      | Aarne Kainlauri     | 33  | Finlandia   | 9'29"0 |
| 11      | Roger Chesneau      | 23  | Francia     | 9'30"2 |
| -       | Raphaël Pujazon     | 30  | Francia     | r      |